# Seychelles en los Juegos Paralímpicos de Río de Janeiro 2016
Seychelles estuvo representado en los Juegos Paralímpicos de Río de Janeiro 2016 por un deportista masculino. El equipo paralímpico seychellense no obtuvo ninguna medalla en estos Juegos.